# Acanthocladus
Acanthocladus, biljni rod iz porodice krestuščevki (Polygalaceae) s deset priznatih vrsta raširenih po Južnoj Americi

## Vrste
1. Acanthocladus brasiliensis Kl. ex Hassk.
2. Acanthocladus colombianus Aymard & J.F.B.Pastore
3. Acanthocladus dichromus (Steud.) J.F.B.Pastore
4. Acanthocladus dukei (Barringer) J.F.B.Pastore & D.B.O.S.Cardoso
5. Acanthocladus guayaquilensis Eriksen & Stahl
6. Acanthocladus microphylla Griseb.
  1. Acanthocladus microphylla var. adpressa Norverto & R. L. Pérez-Mor.
7. Acanthocladus pulcherrimus (Kuhlm.) J.F.B.Pastore & D.B.O.S.Cardoso
8. Acanthocladus santosii (Wurdack) J.F.B.Pastore & D.B.O.S.Cardoso
9. Acanthocladus scleroxylon (Ducke) Eriksen & Stahl
10. Acanthocladus tehuelchum Speg.